# 我要給世界最悠長的濕吻
《我要給世界最悠長的濕吻》是蔡健雅的第十一張國語專輯，也是她重返環球音樂後的首張專輯，於2018年12月21日發行。2019年5月10日，此專輯發行黑膠版本。

## 專輯介紹
|          | 我覺得我其實又健談又好笑又可愛，內心有個小女孩被困住。過去我認真、堅強、獨立又大女人的一面，保護了這個心裡的小女孩，但這一次她被釋放了。 |
| ——蔡健雅 | |

《我要給世界最悠長的濕吻》是張「自我對話」的專輯。Tanya 蔡健雅用10首歌聊聊未發行專輯這三年的自己，這張由「我」Tanya 第一人稱作為出發點的專輯，她的想法、她的態度、她的安全感、她的品質、她的心… 等多層次進化的過程。去鼓勵堅強，去面對脆弱，去解釋不安，去擁抱快樂，去享受現下的所有，才能前進未知的心理狀態，因為用最簡單與真誠的方式去整理自己，所以更難。蔡健雅的歌聲與創作曾經為大家梳理過情感的起承轉合，現下，她想舒緩的和你體驗分別屬於自己的共感力量。

## 詞曲創作
專輯中首波單曲《遺書》觸及生死議題，蔡健雅更堅定地認為「它是一首必須被寫出來的歌。」專輯同名主打《我要給世界最悠長的濕吻》，便是蔡健雅體內的小女孩「任性」的結果，突破以往情歌的局限。《半途》緊接為專輯第四首曲目，是她在旅途之中狀態的折射，被她自己形容為「很有畫面感」的歌曲；她認為「半途」代表一種可能性，途中的人不知道前面將要面臨的是什麼，也許自己的半途已經是他人的終點。《原諒》作為專輯的最後一首歌曲，是由她親自創作，歌詞裡一句「我該原諒誰」讓她想起一路以來都在原諒他人，但卻忘了善待自己，於是將這樣對人生的豁然開朗寫成歌，並堅持放在專輯最後一首的位置，用這樣明亮的態度為專輯中帶來的心靈旅程作結。

## 曲目
| CD       | CD                                             | CD             | CD              | CD           | CD    |
| 曲序     | 曲目                                           |                | 编曲            | 製作人       | 时长  |
| -------- | ---------------------------------------------- | -------------- | --------------- | ------------ | ----- |
| 1.       | 舞步（Heartbeat）                              | 李若君、蔡健雅 | Albin Nordqvist | 蔡健雅       | 4:10  |
| 2.       | 離線地圖（Offline Map）                        | 小寒           | Adam lee        | 蔡健雅       | 4:02  |
| 3.       | 我要給世界最悠長的濕吻（Kisses For The World） | 周耀輝         | 趙兆、周禹成    | 蔡健雅       | 3:59  |
| 4.       | 半途（Halfway）                                | 陳學聖         | 蔡健雅、安棟    | 蔡健雅、安棟 | 4:19  |
| 5.       | 遺書（The Will）                               | 葛大為、蔡健雅 | 胡皓            | 蔡健雅       | 4:15  |
| 6.       | 喘一口氣（I Will Breathe Again）               | 小寒           | VISUDY          | 蔡健雅       | 4:51  |
| 7.       | À La Folie                                     | 吳青峰         | 安棟            | 蔡健雅、安棟 | 3:12  |
| 8.       | Déjà Vu                                        | 葛大為         | Kenn C          | 蔡健雅       | 3:32  |
| 9.       | 看不見的城市（Invisible Cities）               | 梁錦興         | Frankmusik      | 蔡健雅、安棟 | 4:42  |
| 10.      | 原諒（Forgiveness）                            | 蔡健雅         | 彭飛            | 蔡健雅、安棟 | 3:37  |
| 总时长： | 总时长：                                       | 总时长：       | 总时长：        | 总时长：     | 40:39 |

## 音樂錄影帶
| 曲目次序 | 歌名                   | 上傳日期       | 導演     | 備註              |
| -------- | ---------------------- | -------------- | -------- | ----------------- |
| 05       | 遺書                   | 2018年12月10日 | 不適用   | 首波主打 歌詞版MV |
| 03       | 我要給世界最悠長的濕吻 | 2018年12月19日 | 莊波尼   | 第二波主打        |
| 04       | 半途                   | 2019年1月18日  | SORA     | 第三波主打        |
| 05       | 遺書                   | 2019年4月2日   | 余靜萍   | 首波主打 官方MV   |
| 10       | 原諒                   | 2019年4月18日  | 陳霈芙   | 第四波主打        |
| 02       | 離線地圖               | 2019年7月15日  | 遊樂製品 | 第五波主打        |

## 獲獎與提名
| 年份 | 頒獎禮       | 獎項         | 入圍作品 | 結果 | Ref.  |
| ---- | ------------ | ------------ | -------- | ---- | ----- |
| 2019 | 第30屆金曲獎 | 最佳作曲人獎 | 《遺書》 | 提名 | [ 5 ] |